# Abel Fuentes
Abel Fuentes García (16 de noviembre de 1993, Juchitán, Oaxaca, México) es un futbolista mexicano que juega en la posición de defensa central. Actualmente juega en el equipo Club chapulineros de oaxaca l y anteriormente formó parte de la plantilla de equipos de fuerzas básicas de Tigres de la UANL y del Club Deportivo Guadalajara. Participó con la selección juvenil en el Torneo Esperanzas de Toulon de 2013.
Surge de las fuerzas básicas de Tigres y para el Clausura 2013 es cedido a Chivas con opción de compra. Debutó en Primera División el día viernes 5 de abril de 2013, en un partido entre los equipos Jaguares de Chiapas y Guadalajara, el cual fue disputado en Tuxtla Gutiérrez, Chiapas. Entró por Víctor Perales en el segundo tiempo del partido.

## Clubes
| Club                       | País   | Año             |
| -------------------------- | ------ | --------------- |
| Club Deportivo Guadalajara | México | 2013            |
| Tigres de la UANL          | México | 2014            |
| Alebrijes de Oaxaca        | México | 2014 - 2015     |
| Tuzos de la UAZ            | México | 2017            |
| Cruz Azul Hidalgo          | México | 2017            |
| Tuxtla FC                  | México | 2018 - Presente |